# Kulturno-umjetničko društvo „Tomislav” Sveti Ivan Žabno
Kulturno-umjetničko društvo »Tomislav« djeluje u općinskom mjestu Sveti Ivan Žabno.
Početkom rada Društva smatra se 1923. godina, kada je osnovan tamburaški zbor, tada u okviru Hrvatskog sokola, čiji je tadašnji osnivač i voditelj tamburaškog zbora bio Stjepan Horvat. Pjevački zbor osnovan je 1925. godine, kada je i izdana prva značka, kojom je bio obilježen početak rada zbora. O pjevačkom zboru ne postoje nikakvi dokumenti ili fotografije. Jedino su ostale dvije značke, koje su izdane povodom osnivanja, a kasnije je došlo do zabrane rada Zbora. Tada su i tamburaši nakratko prekinuli rad, ali su ga uskoro obnovili i već 1935. godine na natjecanju tamburaških zborova Jugoslavije srijemskog sistema u Sarajevu osvojili drugo mjesto, uz napomenu da prvo nije dodijeljeno. Tada je i berdist žabnjanskih tamburaša Emil Čoporda proglašen najboljim u Jugoslaviji.
Prvi tamburaški sastav u Sv. Ivanu Žabnu formirao je tesar i samouki graditelj glazbenih instrumenata Valent Trbušek. Društvo je postojalo već krajem 1890-tih godina. a prvi dokument o njima je fotografija sastava koji je svirao na otvorenju paromlina Hinka Mostera 1908. godine.  
Nakon odlaska Stjepana Horvata iz Sv. Ivana Žabna u Križevce 1938. godine, tamburaški zbor prestaje s radom. U to vrijeme, kao i prije i kasnije u mjestu djeluju mnogi "sluhistički" tamburaški sastavi koji sviraju na obiteljskim i društvenim događanjima. 
Tamburaški zbor ponovno je osnovan 1950. godine, a vodio ga je Juraj Tuk, mjesni zubar, koji je imao i glazbeno obrazovanje. Zbor je djelovao desetak godina, a u svom je sastavu imao i folklornu i pjevačku grupu, koju su sačinjavale djevojke i žene. Zbor je brojio dvadesetak članova. 
Bogatstvu kulturnih sadržaja doprinijela je i Dramska grupa koju su 1953. godine osnovale i vodile dvije učiteljice: Irena Parizek i Smetana. Kroz 4 godine djelovanja uvježbana su 4 igrokaza, a kroz grupu je prošlo dvadesetak djevojaka i mladića, kao glumci amateri. 
1950.-ih godina obnovljen je i rad limene glazbe pri Dobrovoljnom vatrogasnom društvu, ali ni on nije bio dugotrajan. Mladići koji su počeli učiti, uskoro su morali na školovanje ili na odsluženje vojnog roka, koji je tada trajao tri godine.
Tako od 1960. godine na dalje u Sv. Ivanu Žabnu nije djelovala niti jedna organizacija kulturnog sadržaja. 1977. godine Antun Hosni, zajedno s Emilom Čopordom i Slavkom Taritašem osniva Kulturno umjetničko društvo "Tomislav", koje od tada, s manjim prekidom djeluje do današnjih dana.
Početak rada Društva bio je težak, jer nisu postojale ni narodne nošnje ni glazbeni instrumenti. Društvo je samo sakupilo potrebna sredstva, kupilo potreban materijal i naručilo izradu kompleta tambura. Članice su same, pod vodstvom Ivke Kolar, po uzorcima prikupljenih sačuvanih originalnih dijelova nošnji - sašile nošnje za sve članove folklorne i tamburaške sekcije. Izrada šešira i opanaka naručena je u zanatskim radionicama. Dio nošnji sašiven je u učionici Osnovne škole "Grigor Vitez", gdje su se članice družile i zajedničkim snagama izrađivale sve detalje. Žene, koje nisu mogle dolaziti na zajedničke sastanke šivale su kod kuće. 
Prvi veliki i značajan nastup za Društvo zbio se već u rano ljeto 1978. godine na "Križevačkom velikom spravišću". Bio je to prvi javni nastup pred velikim auditorijem, od kretanja u povorci, sudjelovanju u ceremoniji svečanog otvaranja, pa do nastupa na velikoj pozornici Spravišća.
Od samog početka djelovanja, KUD "Tomislav" bio je nositelj kulturnih zbivanja u mjestu. Prihvatio se tada organizacije "Dana kulture i sporta", dvodnevne manifestacije na kojoj su sudjelovala sva kulturno-umjetnička i sportska društva iz okolnih mjesta kao što su: Križevci, Vrbovec, Gradec, Cirkvena, Ladinec, Sveti Petar Čvrstec, a gost je bila i Hrvatska čitaonica iz Rijeke - Draga, sa svojim velikim mješovitim pjevačkim zborom. Ivan Urban priredio je tada i demonstraciju starih sportskih igara.
Folklorna sekcija prestala je s radom 1981. godine, kada je učinjen napor i formiran mješoviti pjevački zbor, koji je također prestao radom i prije prvog javnog nastupa . Jedino je Tamburaška sekcija pod vodstvom Petra Rajkovića nastavila s probama i povremenim nastupima kroz čitavo vrijeme zastoja, sve do ponovnog aktiviranja KUD-a 1999. godine.